# Connecting Capital
Connecting Capital Sweden AB är ett svenskt familjeägt investeringsföretag. Connecting Capital grundades 2008 med Nils Bergstöm som huvudägare. Det har sina rötter i Allmänna brandredskapsaffären AB, som grundades 1896 av Edwin Bergström och som 2006 såldes till tyska Norma Group AG. 
Företaget investerar främst i onoterade företag och kommersiella fastigheter. Connecting Capital Sweden AB förvärvade i juni 2018 en aktiemajoritet i Fasadgruppen, vilket sedan december 2020 är noterat på Stockholmsbörsen (huvudlistan för medelstora företag).